# Niceforo Urano
Niceforo Urano in greco Νικηφόρος Οὐρανός?, Nikephoros Ouranos (fra 940 e 950 – Antiochia, 1010 circa) era un alto funzionario e generale bizantino durante il regno dell'imperatore Basilio II (regno 976-1025). Uno dei più stretti collaboratori dell'imperatore, fu attivo in Europa nelle guerre contro i Bulgari, ottenendo un'importante vittoria allo Spercheo, e contro i Fatimidi in Siria, dove mantenne il comando durante il primo decennio dell'XI secolo come virtuale viceré per conto di Basilio. Uomo colto, scrisse un manuale militare (Taktika) e compose diverse poesie e agiografie sopravvissute fino a i giorni nostri.

## Biografia

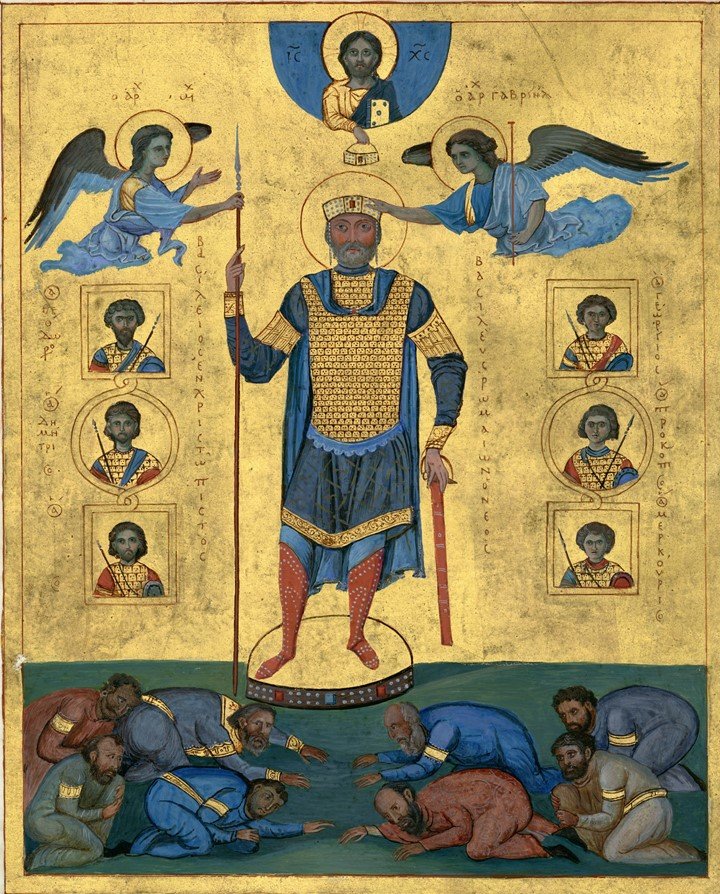
L'imperatore bizantino Basilio II (r. 976-1025). Niceforo Urano fu uno dei suoi più stretti e fidati collaboratori.

Si sa molto poco dell'origine di Urano, dei suoi primi anni di vita e della sua famiglia, e le cronache lo rappresentano molto come un “Homo novus”. È attestato un prōtospatharios e asēkrētis Basilio Urano, forse un parente più anziano, e sappiamo dalle lettere di Niceforo che aveva un fratello di nome Michele. Niceforo Urano entra per la prima volta nella storia all'inizio del 980, durante i negoziati tra Bisanzio e il sovrano Buwayhide di Baghdad per la restituzione del generale ribelle Barda Sclero. Dopo la prima ambasciata bizantina del 980, un'ambasciata araba guidata da Ibn Shahram visitò Costantinopoli nel 982, e Urano è menzionato nel suo rapporto come consigliere del giovane Basilio II, ricoprendo la posizione di alta corte di epi tou kanikleiou (custode del kanikleion, il calamaio imperiale). Ibn Shahram ha poi affermato che lo stretto legame di Urano con l'imperatore lo rendeva nemico del potente eunuco parakoimōmenos, Basilio Lecapeno, che aveva supervisionato gli affari di Stato per decenni. Durante i negoziati, Urano fungeva da intermediario tra gli arabi e l'imperatore, e fu poi scelto dal parakoimōmenos per guidare una delegazione bizantina a Baghdad, che avrebbe preso in custodia Sclero.
Una volta a Baghdad, tuttavia, Urano fu accusato di aver cercato di avvelenare o di negoziare in segreto con Sclero e fu imprigionato. Le accuse contro di lui furono probabilmente orchestrate da Basilio Lecapeno, che voleva sbarazzarsi di lui. Rimase in prigione a Baghdad fino a quando lo stesso Barda Sclero non fu rilasciato alla fine del 986, per poi tornare a Costantinopoli nel 987. A quel punto Basilio Lecapeno era decaduto e morto, e Urano continuò a godere del favore imperiale. Gli fu conferita la carica di magistros e la sua posizione influente è evidente dal fatto che Sant'Atanasio l'Atonita lo nominò primo guardiano laico (epitropos) del suo monastero della Grande Lavra.

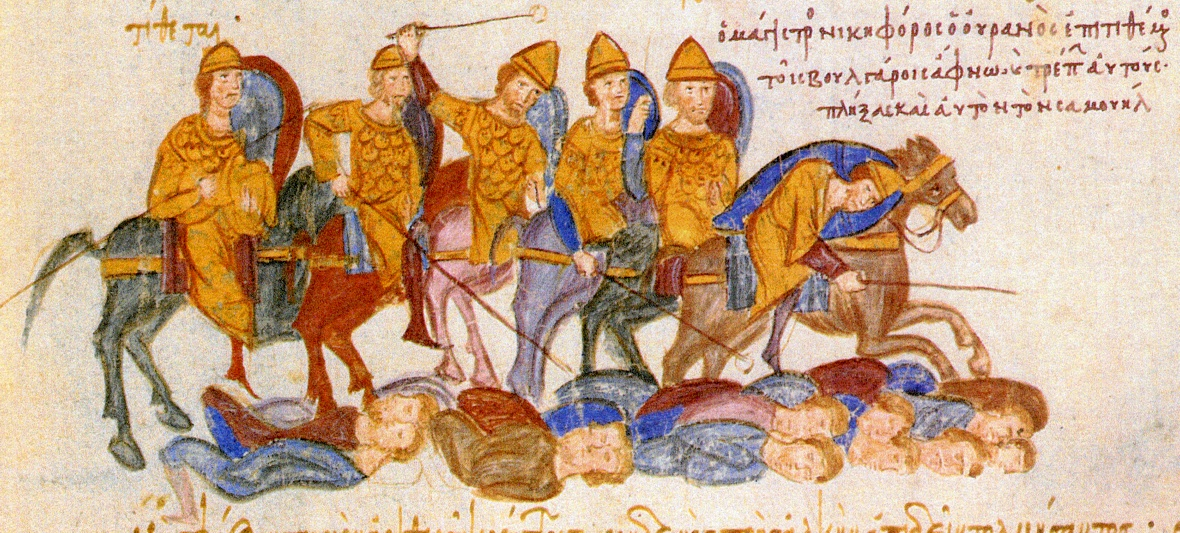
Bulgari messi in fuga dalle forze di Urano allo Spercheo, dalla Cronaca di Giovanni Scilitze.

Dopo la morte del governatore militare (doux) di Tessalonica, Gregorio Taronita, in battaglia contro i Bulgari nel 996, Basilio II nominò Urano Domestikos tōn scholōn d'Occidente; di fatto, comandante in capo dell'esercito da campo europeo. In seguito al loro successo, i Bulgari erano penetrati in profondità in Grecia, compiendo razzie e saccheggi fino a Corinto, nel Peloponneso. Nel 997, Urano radunò le sue forze a Tessalonica e marciò verso sud per affrontarli, mentre lo zar bulgaro Samuele, venuto a conoscenza del suo arrivo, si diresse verso nord. I due eserciti si incontrarono infine sulle rive del fiume Spercheo, nella Grecia centrale, che era straripato a causa delle forti piogge dei giorni precedenti, rendendolo invalicabile. I due eserciti si accamparono quindi sulle rive opposte del fiume. I Bulgari, certi che i Bizantini non potessero attraversare il fiume, trascurarono di piazzare delle guardie. Urano, invece, trovato un guado più a monte, lo attraversò con il suo esercito durante la notte e attaccò l'accampamento bulgaro. La battaglia fu una disfatta, poiché la maggior parte dei Bulgari, colti alla sprovvista, furono uccisi o catturati. Anche lo zar Samuele e suo figlio furono feriti e riuscirono a salvarsi solo sdraiandosi tra i morti.
Urano continuò a condurre campagne nell'area negli anni successivi, anche se il cronista Scilitze, la principale fonte, non fornisce alcuna informazione sulle sue imprese. Nel dicembre 999, Urano fu nominato doux di Antiochia in Siria, uno dei più importanti comandi militari regionali bizantini. Dopo la morte del precedente doux, Damiano Dalasseno, nella battaglia contro i Fatimidi nel 998, lo stesso imperatore Basilio aveva condotto una campagna nell'area l'anno precedente, sperando di stabilizzare la frontiera orientale per poter dedicare le sue risorse in Occidente contro la Bulgaria. Nella primavera del 1000, Urano affiancò Basilio nella campagna che portò all'annessione del principato georgiano di Tao e difese questo nuovo possedimento dagli attacchi di Gurgen di Iberia nel 1001-1002.
Dopo aver concordato una tregua decennale con i Fatimidi nel 1001, il fidato Urano era destinato a essere il referente di Basilio nelle zone di confine orientali ed era dotato di autorità plenipotenziaria, come attestato da un sigillo che lo dichiarava “padrone dell'Oriente” (ὁ κρατῶν τῆς Ἀνατολῆς). Nel 1000-1001, Urano sedò una rivolta di due tribù beduine siriane, i Noumeritai e gli Ataphitai. Nel 1005-1007 fu impegnato in operazioni contro il ribelle arabo Al-Asfar, che sconfisse definitivamente nel 1007. Di Urano non si sa più nulla dopo questa data, anche se il fatto che un successore come doux di Antiochia non fu nominato fino al 1011 può significare che continuò ad occupare la carica fino ad allora.

## Opere

### Tacticadi Niceforo Urano

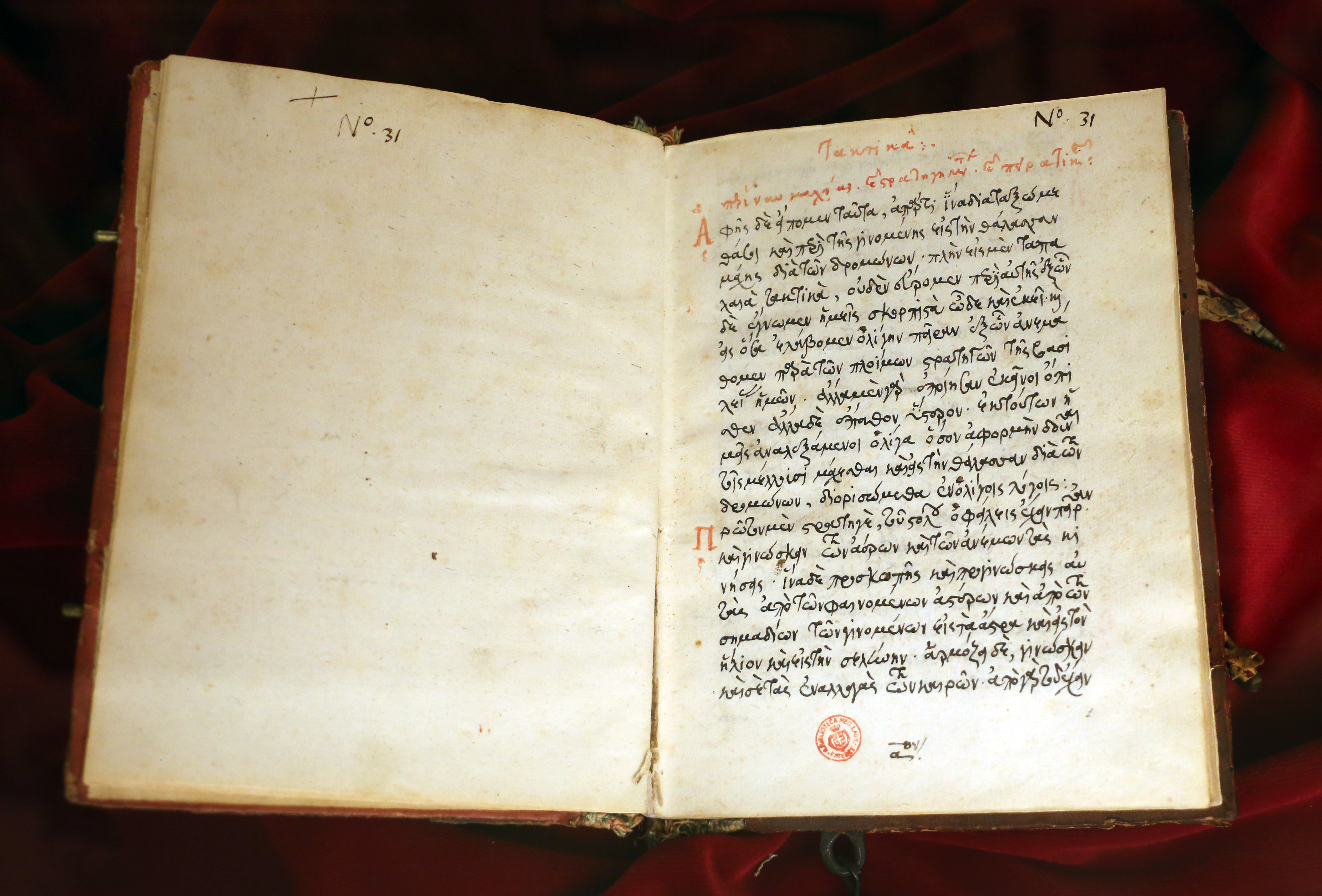
Copia del Tactica di Niceforo Urano, 1564.

Il X secolo vide una ripresa della prassi di scrivere opere enciclopediche, compresi i manuali militari, nell'Impero bizantino. I Taktika (in greco Τακτικά?) di Niceforo rappresentano l'ultimo esempio tra questi ultimi, e furono scritti mentre era doux di Antiochia.
L'opera è composta da 178 capitoli, che possono essere suddivisi nelle seguenti parti:
- I capitoli 1-55 sono una parafrasi del Tactica dell'imperatore Leone VI il Saggio (r. 886-912).
- I capitoli 56-62 sono una parafrasi dei Praecepta Militaria dell'imperatore Niceforo II Foca (r. 963-969), mentre i capitoli 63-65 derivano dall'esperienza di Urano e sono emendazioni di testi precedenti che riflettono le nuove condizioni della guerra bizantina all'inizio dell'XI secolo[16].
- I capitoli 66-74 derivano dall'autore Onasandro del I secolo.
- I capitoli 75-175 e 176-178 derivano anch'essi da autori antichi.

Tra le integrazioni di Urano, il capitolo 63 tratta delle incursioni in territorio nemico. Il capitolo 64 tratta il problema di abbandonare l'accampamento e mettersi in marcia quando il nemico è nelle vicinanze, così come il passaggio forzato di un fossato tenuto dal nemico (tratto da autori precedenti). Il capitolo 65 riguarda l'assedio.
Quest'ultimo è particolarmente degno di nota per l'importanza data ai fattori psicologici e diplomatici durante un assedio. Ad esempio, egli sottolinea l'importanza di prendere precauzioni anche contro i sudditi cristiani che forniscono al nemico musulmano grano, formaggio o bestiame, perché altrimenti il prezzo elevato offerto si rivelerebbe allettante. Allo stesso modo, suggerisce di alternare cortesi offerte di clemenza a dure minacce di rappresaglia (soprattutto nei confronti dei cristiani armeni e siriaci, degli apostati dell'Islam (in greco μαγαρίται) e di altri eretici), sia che si intenda onorarle sia che non lo si faccia, poiché tale vacillamento produrrà dissenso tra i difensori.
Stranamente, sebbene Urano faccia riferimento ai trabucchi, sembra che lui (e per estensione i Bizantini) li usasse contro i difensori lungo le mura, e non contro le mura stesse. Apparentemente ignaro del potere distruttivo a sua disposizione, scrive:
“Gli uomini di un tempo, nel perseguire la guerra d'assedio, costruirono molti dispositivi come arieti, torri di legno, scale a pioli con varie caratteristiche, testuggini e ogni sorta di altre cose che la nostra generazione può a malapena immaginare. Tuttavia, ho provato tutti questi dispositivi e ha scoperto che, tra tutti, il modo più efficace, che il nemico non può eguagliare, è quello di minare le fondamenta”.

### Altre opere
Urano fu anche un uomo pio, che cercò di vivere una vita monastica senza disimpegnarsi dagli affari mondani. Come già detto, gli fu affidata la manutenzione del monastero della Grande Lavra e in gioventù pare fosse amico di San Simeone Metafraste, alla cui morte scrisse una lamentazione.
Fu autore di due testi agiografici noti, la metafrasi Vita di Simeone della Collina delle Meraviglie e La passione di Teodoro la recluta.